# أبو الفتح السرميني
أَبُو الفَتْحِ السَرمِينِي هو داعي إسماعيلي نزاري وقاضي من سرمين في سوريا. استعان برضوان بن تتش وزميله الحشاش أبي طاهر الصائغ لاغتيال خلف بن ملاعب الأشهبي عام 1106، وبعد ذلك أصبح أمير قلعة المضيق في أفاميا. كما قام بتجنيد رضوان لمواجهة تهديد تانكرد، لكن تانكرد استولى على المدينة بمساعدة مصبح بن ملاعب، نجل خلف. وتفاوض أبو الفتح، دون حلفاء من الأمراء المجاورين، على المرور الآمن للمسلمين في المدينة. ومع ذلك فقد تم إعدامه هو وثلاثة من أتباعه، ثم نُقل نبلاء أفاميا إلى أنطاكية ليفتديهم رضوان.